# Аль-Хаким Биамриллах
Абу Али Мансур ибн аль-Азиз аль-Хаким Биамриллах (араб.  الحاكم بأمر الله , أبو علي المنصور ‎, наименование в переводах старых летописей у Медникова — Абу-'Алий аль-Мансур, сын аль-'Азиза-биллаха; он был прозван аль-Хаким Биамриллах; 13 августа 985, Каир — 13 февраля 1021, Мукаттам, Каир) — исмаилитский имам и халиф из династии Фатимидов. 
При вступлении на престол в Рамадане 386 году хиджры ему было 11 лет и 5 месяцев. Особо почитаем у низаритов и друзов, чей основатель Мухаммад ибн Исмаил ад-Дарази в 1018 году объявил аль-Хакима воплощением Аллаха. Основатель секты хакимитов, объявивший себя воплощением Божества. Аль-Хаким был убит, однако его последователи объявили, что он не умер и вернётся.

## Реформы Хакима
Аль-Хаким провёл программу реформ и дал вольную всем своим рабам. Хотя в теории ислам запрещал рабовладение для мусульман, оно оказывалось юридически возможным для евреев и христиан. Он ввёл строгий запрет на употребление вина и других алкогольных напитков, что было особенно тяжело для христиан и евреев, использующих вино при отправлении обрядов. Вёл серию войн в Сирии, Месопотамии, Северной Африке, на Аравийском полуострове.
Внутренняя и финансовая политика Хакима после его исчезновения активно критиковались наследниками и оппонентами Хакима. Однако более добросовестный историк Ибн Тагриберди засвидетельствовал:

После Хакима осталось большое богатство. Говорят, что в дни его прибыл посол от государя Рума, и Хаким приказал украсить дворец. Госпожа Рашида, тётка Хакима, сказала: «И вынесли мешки, на одном из которых было написано: триста тридцать первый. А в мешках была парча, усыпанная золотом, и её вынули, и устлали зал, и повесили [её] на стены, так что зал стал весь в золоте, и в центре его висело золото. А это был золотой панцирь, увенчанный драгоценностями, который светил вокруг, когда падали на него [лучи] солнца, так что нельзя было на него смотреть».
Реформаторская деятельность Хакима вызвала раскол в среде его приближённых. Наиболее радикально настроенные исмаилиты после перехода Хакима к более взвешенной политике покинули двор Хакима и укрылись в горах Ливана, где начали активную пропагандистскую деятельность.
Очевидно (но строго не доказано), что решающую роль в оформлении идеологии реформ Хакима и проведении этих самых реформ в период самых радикальных мер и в уничтожении оппозиции реформам сыграл Дарази, по меньшей мере, в области внешней политики, пропаганды исмаилизма за рубежом, а также управления завоёванными Фатимидами провинциями. Родившийся в Бухаре Дарази был тюркского происхождения. По профессии он, скорее всего, был портным, однако рано стал профессиональным исмаилитским проповедником, был привлечён к службе при фатимидском дворе в Каире во времена халифа аль-Хакима.
Оппонентами Дарази, по мнению некоторых востоковедов, выступало консервативное руководство христианских церквей, «вписавшихся в фатимидский истеблишмент». Христиане различных конфессий и евреи представляли собой основу административного аппарата Фатимидов, которые, будучи выходцами из отсталой части Северной Африки и революционными разрушителями суннитского государственного аппарата, были вынуждены в части гражданской администрации опираться на более образованные христианские и еврейские круги, при этом поддерживая баланс сил между различными христианскими конфессиями: православными, коптами, различными видами несториан, католиками, а также национальными церквями — армянами и эфиопами. Однако ко времени воцарения Хакима этот баланс был резко нарушен в пользу православных, занявших основные административные посты.
На первом этапе Дарази поддержал Хаким, нанося удар по традиционным христианским конфессиям и поддерживая оппозиционные христианские церкви и еврейскую общину, играя на имущественных конфликтах между христианскими конфессиями. В дальнейшем представителями консервативных христианских элит, поддержанными личными соперниками Дарази, удалось взять вверх, что привело к опале (и, возможно, казни) Дарази.
В 1011 году при багдадском аббасидском халифе Кадире (996—1020) был издан антифатимидский манифест, который был одним из проявлений характерного для Аббасидов после их прихода к власти враждебного отношения к тем Алидам, которые выставляли политические требования. Аббасиды старались подорвать престиж Фатимидов путём отрицания их алидского происхождения.
Упомянутые «материалисты» — те, кто верил не в сотворение, а в бесконечную жизнь материи (по Аристотелю); дуалистами считали приверженцев зороастризма. Титул Даисана аль-Хуррами указывает на определённую преемственность исмаилитского и хуррамитского движений. Ведущие Алиды и законоведы подписали манифест, по всей вероятности, принудительно. Фатимиды ограничились публичным объявлением упомянутых лиц еретиками, не издав какого-либо акта в защиту своих притязаний. П. Мамур объясняет это тем, что эклектичность и полная несостоятельность манифеста были очевидны для всех уже в то время. Э. Катрмер, напротив, считал этот факт одним из доказательств ложности фатимидской родословной: «Если бы Фатимиды были убеждены в справедливости своих притязаний, они могли бы одобрить для себя фиксированную генеалогию. Распространённая в их империи и признанная бесспорной, она была бы скопирована и передана авторами без каких-либо изменений».
Позднейшие суннитские авторы развили аббасидскую генеалогию манифеста, введя в неё имена Каддахидов, в том числе имя отца Дайсана — Саида Гадбана, а также скрытых имамов.

## Войны Хакима
Хаким постоянно вёл в целом успешные войны в Палестине, Сирии, Малой Азии, Месопотамии против византийцев, местных феодалов и Аббасидов.
В ливийской Киренаике (Барке) против Хакима началось массовое движение под руководством Абу Раквы.
При аль-Хаким Биамриллахе был покорён город Алеппо, во главе которого халиф поставил армянского гуляма Азиз ад-Даулу.

## Хаким и культура

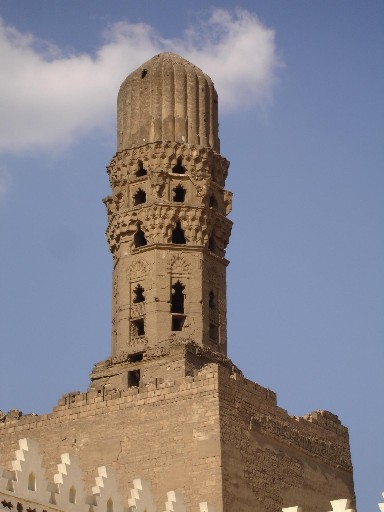
Мечеть аль-Хакима

У исмаилитов всегда существовали две доктрины: видимая, признающая основные нормы классического ислама, и тайная, где представлены самые причудливые практики и ритуалы. Ещё одной существенной чертой этого вероучения по сей день остаётся разветвлённая тайная организация, работающая по всему миру. Фатимиды, завоевавшие Марокко и Египет к середине X века, исповедовали по преимуществу одну только внешнюю сторону исмаилизма. Но к 1005 году аль-Хакимом был основан центр пропаганды исмаилитского вероучения — Дар аль-хикма, и, по утверждениям врагов аль-Хакима, одновременно было предписано проклинать первых праведных халифов и учителей ислама.
Современники отмечали, что халиф был наделён хорошим вкусом и любил литературу, особенно поэзию. Что именно для него великий арабский астроном аль-Юнус составил знаменитые астрономические таблицы. Писали, что при дворе аль-Хакима был замечательный зал, в котором собирались учёные мужи для изучения шиитской доктрины, лучшие умы арабского мира встречались там и проводили время в научных дискуссиях.
Как свидетельствовали современники, аль-Хаким в годы юности подолгу пропадал в несравненной библиотеке Фатимидов, которая насчитывала 600 000 названий. «И поначалу лишь с блуждающей улыбкой взирал на окружающий мир. С этой же странной улыбкой он водил в поход войска, принимал визирей, сторонился женщин. И ещё, он любил беседовать с людьми разных вероисповеданий. Поговорит с евреем, начнет недолюбливать христиан, поговорит с христианином, станет косо глядеть на еврея…»
Как все Фатимиды, Хаким покровительствует поэтам, художникам, астрономам; при нём построена обсерватория, завершена великая мечеть Аль-Азхар.
К крупнейшим постройкам фатимидского Каира принадлежит мечеть аль-Хакима. В её архитектуре ясно видна местная традиция: как и в мечети Ибн Тулуна, молитвенный зал заполняли прямоугольные в плане столбы. Очень интересны также два минарета мечети. Северный минарет — цилиндрический, западный — в виде четвериков и восьмериков, уменьшающихся кверху.
Мечеть аль-Хакима даёт прекрасные образцы синтеза орнамента и архитектурной формы. Небольшие панно или розетки с рельефным узором, а также фризы с надписями, исполненными так называемым цветущим куфи, словно врезаны в монолитную гладь стены. Освещённые ярким южным солнцем, они контрастно выделяются на поверхности архитектурных блоков, подчёркивая их монументальность и сообщая им особую пластическую выразительность. Расположение орнаментально-декоративных элементов и надписей, их ритм подчинены тектонике стены, соответствуют общему архитектурному замыслу. В мечети аль-Хакима вставки, покрытые удивительно пластичным скульптурным орнаментом, украшают стены минаретов и входного портала. В интерьере им созвучны рельефные фризы, протянутые над стрельчатыми арками. В каирском Музее исламского искусства хранятся деревянные фризы с такой же сочной рельефной резьбой, некогда украшавшей дворцы фатимидской знати.

## Исчезновение
В последние годы своего правления Хаким всё более склонялся к аскетизму и очень часто ночью удалялся медитировать. Халиф и его ближайший друг, философ Дарази, проводили ночи, практикуя странные ритуалы на каирских холмах. В ночь с 12 на 13 февраля 1021 года, в возрасте 35 лет, Хаким в одну из ночей отправился на холмы аль-Мукаттам неподалёку от Каира и не вернулся. В ходе поиска был обнаружен его осёл и окровавленная одежда. Его исчезновение остаётся загадкой.
На смену аль-Хакиму на трон взошёл его молодой сын Али аз-Захир под регентством его сестры Ситт аль-Мюльк.

## Негативная информация о Хакиме
Через несколько поколений династия Фатимидов была свергнута Айюбидами, и в Египте стал доминировать ислам суннитского толка, исмаилиты же подверглись преследованиям.
С учётом времени, необходимого для распространения сведений о смерти халифа, а также сомнений в их достоверности, некоторые ливанские кланы и племена верили, что он не умер, а ушёл «в сокрытие» (скрывается и готовит силы для возвращения себе престола, по друзским легендам, в течение шестнадцати лет после его исчезновения народ Каира всё ещё считал, что он жив). Друзские рукописи, по словам друзов, говорят, что Хаким пережил ту роковую ночь, когда его должны были убить по приказу сестры; но, устав от власти, он удалился в пустыню Аммона и там создал учение, которое позднее поведал его ученик Хамза. Позднее это трансформировалось в религиозное убеждение, что Хаким появится в День Страшного суда в качестве махди. Принявшие взгляды Дарази племена и кланы составили основу друзов.
О Хакиме сложилась враждебная традиция, вероятно, преувеличенная. Согласно традиции, он был эксцентричным и даже психически нездоровым человеком. В целом его правление было отмечено началом упадка халифской власти. Утверждается, что его царствование было и грозило опасностью самому существованию династии; но сын Хакима Захир (1021—1036) со своей тёткой-опекуншей Ситталь-мольк опять восстановил порядок. Важным недостатком Халифа, вызвавшим недовольство государственного аппарата, состоявшего преимущественно из христиан господствующих церквей, было то, что халиф нарушал «устоявшиеся традиции трёхтысячелетней египетской бюрократии, нарушал традиционные сферы полномочий тех или иных государственных ведомств, что выглядело чуть ли не кощунством в глазах образованных чиновников».
Некоторые источники утверждают, что Хаким начал гонение на христиан и евреев и конфисковал земли христианских монастырей. Христианские иерархи проявляли профессиональную солидарность с исламским истеблишментом, видя, как халиф реформирует административную и судебную власть ислама, удаляя его традиционных лидеров и заменяя их людьми молодыми и незнатными, подобными Дарази, они не то чтобы боялись за свою власть в уже своих общинах, сколько заступались за своих исламских коллег — «кадиев, имамов, руководителей вакуфов и пр., чьи интересы неразрывно переплетались с интересами христианского истеблишмента Фатимидов». Правительство Дарази пыталось бороться с христианской оппозицией, опираясь на меньшие христианские церкви, передавая недвижимость и активы от одной церкви — другой. Вероятно, именно с этим связан и ущерб, нанесённый храму Гроба Господня в Иерусалиме и некоторым другим церквям. В 1008 году в фатимидском государстве началась серия мероприятий, направленных против некоторых христианских общин и суннитского религиозного аппарата, продолжавшихся, очевидно, приблизительно до 1015 года. Когда новость о разрушении Храма Гроба Господня достигла Европы, она послужила одним из поводов для агитации в Европе к началу Крестовых походов.
Традиция утверждала даже, будто с 1017 халиф объявил себя инкарнацией бога. Однако сохранившиеся письма Хакима опровергают эти утверждения. Богом его провозгласил собственно Дарази, но сам халиф этого не поддержал.
Было издано несколько очень странных законов. В частности, один из них предписывал женщинам оставаться по домам, и, чтоб неукоснительно соблюдался этот запрет, сапожникам возбранялось шить женскую обувь. Также запрещались любые праздники и процессии, кроме религиозных. Был издан фирман, требовавший, чтобы все лавки закрывались днём и торговали ночью. Впрочем, вскоре этот фирман был отменён. Некоторые недоброжелательные историки утверждают, что халиф приказал перебить в Каире всех собак, запретил продажу мёда и приказал вырубить в Египте все виноградные лозы.